# イランの国旗
イランの国旗（イランのこっき、ペルシア語: پرچم ایران Parçam-e Irân）は1980年7月29日に制定された。
国旗は、上から緑、白、赤の3色の横帯から成り、中央にイランの国章が描かれている。緑色はイスラム教を、白色は平和を、赤色は勇敢さを象徴している。白帯の上下には、「アッラーフ・アクバル」のフレーズが上に11、下に11、計22個書かれている。22の数字は、イラン暦の11月22日にイラン・イスラム革命が帝政を打倒したことから選ばれた。
帝政時代は旗の中央に皇帝を現すライオンと太陽（ペルシア語: شیر و خورشید Šir o Xoršid）の絵が描かれていた。

## 歴代イラン国旗

?サファヴィー朝の旗 1502-1524
サファヴィー朝の旗 1524–1576
サファヴィー朝の旗 1576–1736
アフシャール朝の旗 1736–1747
ザンド朝の旗 1750-1794
ガージャール朝の旗 1779–19世紀
ガージャール朝の旗 1797–1848
ガージャール朝の旗 1848–1907
ガージャール朝の市民用旗、縦横比=1:3 1906–1925
ガージャール朝の国旗、縦横比=1:3 1906–1925
パフラヴィー朝の市民用旗、縦横比=1:3 1925–1964
パフラヴィー朝の国旗、縦横比=1:3 1925–1964
パフラヴィー朝の市民用旗 1964–1979
パフラヴィー朝の国旗 1964–1979
パフラヴィー朝の軍艦旗 1964–1979
1979–1980年の軍艦旗
?縦横比2:3の別タイプ

## 類似の意匠

アイルランドの国旗
イタリアの国旗
インドの国旗
クルディスタンの旗
コートジボワールの国旗
タジキスタンの国旗
ドイツノルトライン＝ヴェストファーレン州の旗
ニジェールの国旗
ハンガリーの国旗
ブルガリアの国旗
メキシコの国旗